# Kosmos 176
O Kosmos 176 (em russo: Космос 176) também denominado DS-P1-Yu Nº 10, foi um satélite artificial soviético lançado ao espaço com sucesso no dia 12 de setembro de 1967 através de um foguete Kosmos-2I a partir do Cosmódromo de Plesetsk.

## Características
O Kosmos 176 foi o décimo membro da série de satélites DS-P1-Yu e o nono lançado com sucesso após o fracasso do lançamento do segundo membro da série. Sua missão era testar sistemas antissatélites e antimíssil soviéticos.
O Kosmos 176 foi injetado em uma órbita inicial de 1581 km de apogeu e 206 km de perigeu, com uma inclinação orbital de 81,9 graus e um período de 102,2 minutos. Reentrou na atmosfera terrestre em 3 de março de 1968.